# Natterer (Memmingen)

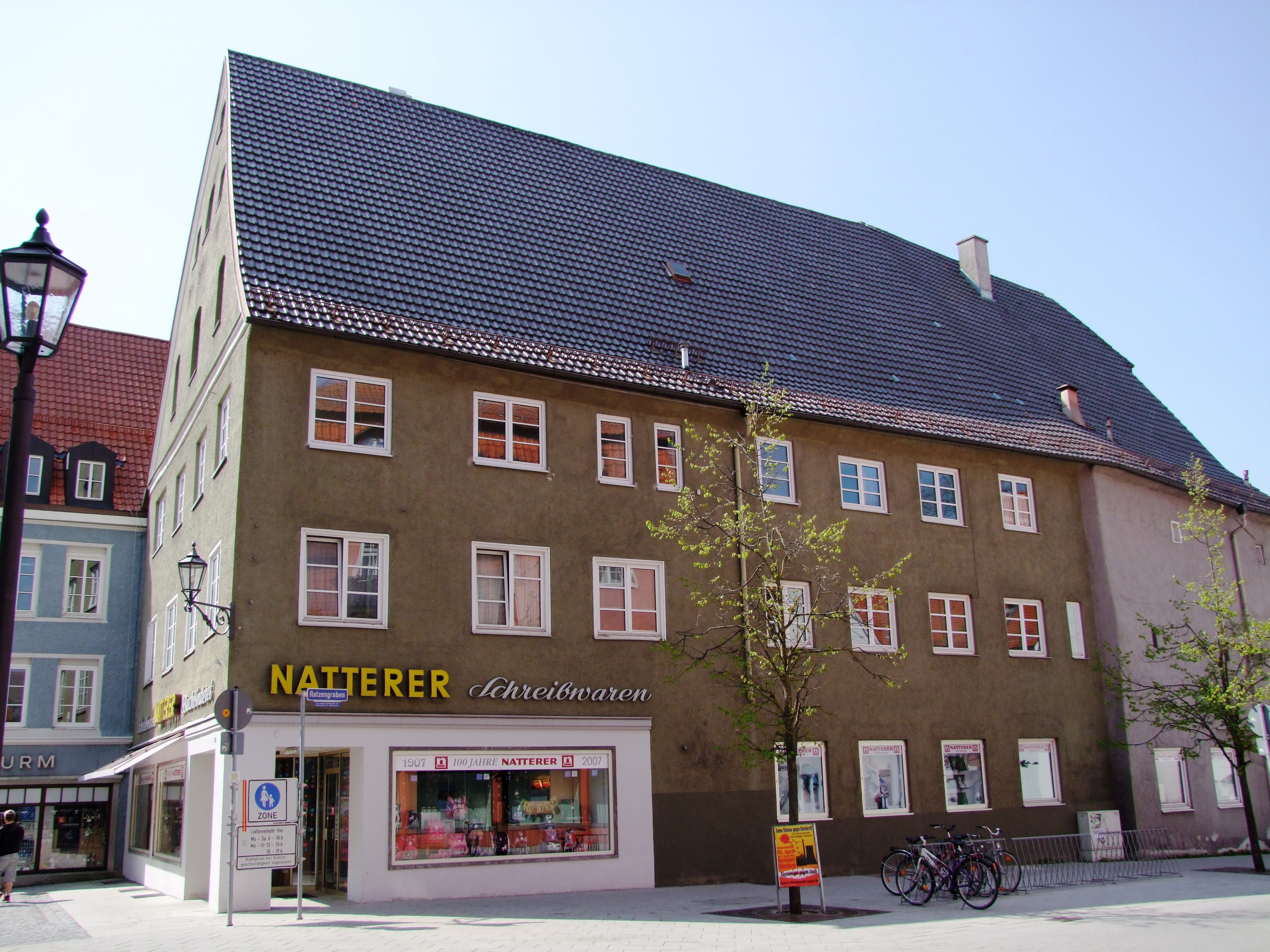
Natterer – Ostseite

Das Haus des Schreibwarengeschäftes Natterer im oberschwäbischen Memmingen ist ein unter Denkmalschutz stehendes Haus in der alten Welfenstadt mit der Adresse Kalchstraße 9.
Das dreigeschossige Eckhaus mit vier zu acht Achsen liegt nördlich des ehemaligen Inneren Kalchtores an der Grenze zur Stauferstadt. Die Hauptfassade ist die Südfassade, der östliche Teil stellt den ehemaligen Mauerverlauf der ersten Stadtummauerung der Welfenstadt dar. Das heutige Haus stammt in weiten Teilen aus dem 16. Jahrhundert. Das korbbogige Portal besitzt ein querovales Oberlicht. Die westliche Hausseite besteht großteils aus Tuffsteinquadern. Dort befindet sich eine zugemauerte Rundbogentür und im ersten Obergeschoss eine Holzsäule vom Anfang des 16. Jahrhunderts mit vierpassförmigem Sockel und gedrehtem Schaft mit Astwerk. Am Kämpfer befinden sich Fischblasen und ein Netzrippenornament. Wandmalereien aus dem 14. Jahrhundert mit einer Jagddarstellung sind im zweiten Obergeschoss unter einer Verschalung erhalten. Aus dem 16. Jahrhundert stammt ein Wappen in einer Fensternische.
Im Haus befindet sich bis zur Traufseite ein ehemaliger Befestigungsturm aus dem 12. Jahrhundert. Er wird auch Welfenturm genannt. Es ist allerdings nicht bekannt, ob dieser Turm als Wehr- oder Wohnturm gebaut wurde. In älteren Publikationen wird davon ausgegangen, dass sich das Haus auf dem Standort der nicht zu lokalisierenden ehemaligen Welfenburg befindet. In neueren Forschungen wird davon allerdings Abstand genommen.
Das Erdgeschoss wird von dem Schreibwarengeschäft Natterer genutzt, die oberen Stockwerke sind bewohnt.